# 汪颖
汪颖（？—？），字秀夫，號雲溪，湖广荆州府江陵縣人，明朝政治人物。

## 生平
弘治十一年（1499年）戊午科湖广鄉試舉人。正德三年（1508年）出任江西贛州府會昌縣知縣，他長於騎射，保境安民，陞南昌府通判，正德七年（1512年）与副使周宪剿贼于华林寨，周憲兵敗身死，汪颖面部受伤，犹力战不屈，以功升本府同知。又以兵夹击建昌贼徐九龄，叙功第一，升任江西九江府知府。正德十二年（1517年）在白鹤乡建岳母祠。寧王之亂時，与兵备副使曹雷弃城而遁，後随王守仁收复九江。正德十六年（1521年），免死戍極邊。

## 延伸阅读
- 《明史》

| 官衔        | 官衔                             | 官衔        |
| ----------- | -------------------------------- | ----------- |
| 前任： 黄相 | 明朝九江府知府 正德十一年-十四年 | 繼任： 王念 |